# Agrodiaetus rufolunulata
Agrodiaetus rufolunulata är en fjärilsart som beskrevs av Ruggero Verity 1943. Agrodiaetus rufolunulata ingår i släktet Agrodiaetus och familjen juvelvingar. Inga underarter finns listade i Catalogue of Life.